# Narcisse Girard
Narcisse Girard (28. januar 1797 i Nantes – 16. januar 1860) var en fransk violinist, dirigent og komponist.
Girard var elev af Pierre Baillot (violin, vandt førsteprisen i 1820) og Anton Reicha (kontrapunkt) på Conservatoire de Paris. Efter at have færdiggjort sine studier tog han til Italien i et år for øvelse.
Den 30. oktober 1849 dirigerede Girard Mozarts Requiem som del af begravelsesceremonien for Frédéric Chopin.
Fra 18. oktober 1848 til 17. januar 1860 var Girard dirigent for Orchestre de la Société des Concerts du Conservatoire og ledte dem til over 100 koncerter. Girard dirigerede den første opførelse af Harold en Italie af Hector Berlioz i Salle du Conservatoire den 23. november 1834 med Chrétien Urhan (viola).
Girard var professor i violin Conservatoire de Paris, hvor hans elever inkluderer Jules Danbé, Charles Lamoureux og Édouard Colonne.
Til hans kompositioner hører en ouverture Antigone og korte sceneværker Les deux voleurs og Les dix.
Girard kollapsede, mens han dirigerede slutningen af tredje akt af Les Huguenots ved Opéra. Han er begravet i Cimetière du Père-Lachaise.